# مود إيكن
مود إيكن (بالإنجليزية: Maud Aiken)‏ هي موسيقية أيرلندية، ولدت في 13 أغسطس 1898 في دبلن في جمهورية أيرلندا، وتوفيت في 10 يوليو 1978.